# 劇場版 とある魔術の禁書目録 -エンデュミオンの奇蹟-
『劇場版 とある魔術の禁書目録 -エンデュミオンの奇蹟-』（げきじょうばん とあるまじゅつのインデックス エンデュミオンのきせき）は、2013年2月23日に公開された日本のアニメーション映画。鎌池和馬のライトノベル『とある魔術の禁書目録』を原作としてJ.C.STAFFにより制作された。

## 概要
アスキー・メディアワークス創立20周年記念作品。制作は、2011年10月2日に開催された『電撃文庫 秋の祭典2011』のステージイベントにて発表され、同日中に公式Twitterとアニメ公式サイト上でも告知された。
原作者の原案によるオリジナルストーリーであり、物語上の時系列としてはテレビアニメ『とある魔術の禁書目録II』の第7話と第8話の間に位置する。また、「時系列的に出せるキャラクターは可能な限り出そう」という心意気で制作された「オールスター総出演のお祭りイベント的作品」でもあり、スタッフにはテレビシリーズから引き続き参加した面々に加え、原作イラストレーターのはいむらきよたかと同じく電撃文庫に関わっているイラストレーターたち（いとうのいぢ、凪良、ゆーげん）がアリサの衣装デザイナー、漫画家としても知られる星野リリィがレディリーの部下のキャラクターデザイナーとしてそれぞれ参加している。
上記の理由から、原作『とある魔術の禁書目録』に全く出演していないキャラクターも出演している。
2014年12月14日にはAT-Xにてテレビ初放送された。
2018年9月30日には同年10月からの『とある魔術の禁書目録III』放送を記念して、TOKYO MX・BS11にてテレビ放送された。なお、放送中のCMではテレビアニメに新規登場する一部キャラクターのキャスト情報も解禁された。

## プロモーション
来場者特典として、電撃劇場文庫『とある魔術の禁書目録 -ロード トゥ エンデュミオン-』が全国の上映劇場で先着10万3000人に配布され、3月2日から第2弾来場者特典『Feat.超電磁砲+SNS』（御坂美琴・白井黒子・初春飾利・佐天涙子のソロ&4名の絵柄のポストカードとテレビアニメ『とある科学の超電磁砲S』の描き下ろしキービジュアルのA4サイズのクリアシート〈ポスター〉とSNSゲーム『とある魔術の禁書目録 頂点対決』のプロモSRカードのセット）が、3月9日から第3弾来場者特典としてデジタルマスターをフィルム化した物（5コマ=1セット）が、3月16日から第4弾来場者特典として『とある魔術の禁書目録』キャラクターカード4種（ランダムに封入された4枚が1セット）が、4月6日から第5弾来場者特典として『とある魔術の禁書目録 -ロード トゥ エンデュミオン-』の電子書籍版が無料でダウンロードできる“電子書籍プレゼントカード”がそれぞれ入場者先着で配布された。
上映日初日の2月23日には角川シネマ新宿および横浜ブルク13で初日舞台挨拶が、3月3日には立川シネマ・ツーで『超電磁砲』チームによる舞台挨拶が、4月5日には角川シネマ新宿でスタッフトークイベントが、5月24日には角川シネマ新宿でフィナーレ上映イベントがそれぞれ行なわれた。
2012年10月31日から2013年3月27日までWebラジオ『劇場版 とあるラジオの禁書目録』がHiBiKi Radio Stationにて配信された。
本作とローソンが、ポテトスナック菓子のプリングルズとのタイアップキャンペーンを実施した。2012年3月から同年6月の期間中、プリングルズに付いているシールのQRコードから携帯電話でアクセスすると着信ボイスが入手でき、さらにポイントで景品に応募できるという内容だった。また、『エンデュミオンの奇蹟』ではローソンと清涼飲料水メーカーのキリンビバレッジによるタイアップキャンペーンも2013年2月中旬に実施された。

## ストーリー
物語の3年前、「オービット・ポータル社」のスペースプレーン「オリオン号」が、試験飛行中に墜落する大事故が起きた。しかし、奇蹟的に不時着に成功し、乗員乗客88名が無事生還したことから、この出来事は「88の奇蹟」として語り継がれることになった。
それから3年後の現在、学園都市では宇宙エレベーター「エンデュミオン」の完成が間近に迫っていた。上条当麻とインデックスは、路上ライブを行っていた少女・鳴護アリサと出会う。3人は意気投合し、彼女のオーディション合格を祝って遊んでいたところ、ステイル＝マグヌスらイギリス清教の魔術師に襲撃される。シャットアウラ＝セクウェンツィア率いる「黒鴉部隊」の介入もあってその場は切り抜けたものの、アリサが科学サイドと魔術サイドの戦争の火種として命を狙われていることから、上条は彼女を守るために自宅にかくまう。アリサは友人となった上条やインデックス、御坂美琴達に危険から守られつつ幸せなひと時を過ごす。エンデュミオン開通キャンペーンのイメージソングを担当するアリサは、自分の周りに起きる奇蹟に悩みながらも、夢を叶えるために進んでいった。
しかしやがて、アリサとエンデュミオンを利用した大規模魔術の陰謀が明らかになる。その黒幕はオービット・ポータル社社長のレディリー＝タングルロード。彼女は千年もの間生きてきた不老不死の人間であり、不死の呪縛から解放されるために自らを殺す手段を追い求め続けてきた。3年前のオリオン号の事故も彼女の仕組んだことで、宇宙からの墜落によってレディリーも含めた乗員乗客全員が死亡する計画だった。また、「88の奇蹟」では、実際には機長であったシャットアウラの父が死亡していたが、それは隠蔽されていた。レディリーはアリサを使って、北半球を消滅させるほどの威力の魔術を発動し、それによって自らを葬り去ろうとする。レディリーが全ての事件の黒幕であると知ったシャットアウラは激昂するが、レディリーの部下に捕らえられる。しかし後に部下の助けで脱出し、計画阻止のためにエンデュミオンの中継ステーションに乗り込む。
アリサを救い出し、レディリーの計画を阻止すべく、上条とインデックスは衛星軌道上にあるエンデュミオンの中継ステーションへ向かう。さらに、エンデュミオンが倒壊の危機に陥ったことで、地上ではステイル、美琴、「妹達」、一方通行ら様々な人物が倒壊を防ぐために各々奔走する。ステーションでは、インデックスが魔法陣の解除のためレディリーと対峙し、上条は「奇蹟」を憎んで計画の鍵であるアリサを殺そうとするシャットアウラの前に立ち塞がり、最後の戦いが始まる。
そんな中、オリオン号の奇蹟の真相とアリサの正体が明らかになる。アリサは、幼き日のシャットアウラがオリオン号の船内で祈った「皆の無事」を叶えるために具現化し、シャットアウラから分かれて生まれた存在であった。そして、アリサとシャットアウラの歌によって再び奇蹟が起き、エンデュミオンの倒壊と大規模魔術発動は回避され、事件は終結した。2人の歌で再び奇蹟を起こした後は、元の1人の人間に戻る形でアリサは消え、二度と上条達の前に姿を現すことはなかった。またしても死ねなかったレディリーは、アレイスターによって学園都市に回収される。その後、平穏な日常に戻った上条とインデックスは、アリサについて想いを馳せながら、どこからか聴こえてくる歌声を耳にしていた。

## キャスト
- 上条当麻 - 阿部敦[10]
- インデックス - 井口裕香[10]
- 鳴護アリサ - 三澤紗千香[10]
- シャットアウラ＝セクウェンツィア - 日笠陽子[10]
- レディリー＝タングルロード - 佐倉綾音[10]
- 御坂美琴 - 佐藤利奈[10]
- 白井黒子 - 新井里美[10]
- 初春飾利 - 豊崎愛生[10]
- 佐天涙子 - 伊藤かな恵[10]
- ステイル＝マグヌス - 谷山紀章[10]
- ジェーン＝エルブス - 種田梨沙
- マリーベート＝ブラックボール - 潘めぐみ
- メアリエ＝スピアヘッド - 瀬戸麻沙美
- 神裂火織 - 伊藤静[10]
- 土御門元春 - 勝杏里[10]
- 月詠小萌 - こやまきみこ[10]
- 御坂妹 - ささきのぞみ[10]
- 一方通行（アクセラレータ） - 岡本信彦[10]
- 打ち止め（ラストオーダー） - 日高里菜
- 黄泉川愛穂 - 甲斐田裕子
- ローラ＝スチュアート - 川澄綾子
- アレイスター＝クロウリー - 関俊彦
- 婚后光子 - 寿美菜子
- 湾内絹保 - 戸松遥
- 泡浮万彬 - 南條愛乃
- スフィンクス - 虎太郎
- 青髪ピアス - 川原慶久
- 姫神秋沙 - 能登麻美子[10]
- 吹寄制理 - 藤村歩
- カエル医者 - 仲野裕
- ディダロス＝セクウェンツィア - 斧アツシ

## 登場人物
以下では本作のオリジナルキャラクターについて記述する。
鳴護 アリサ（めいご ありさ）
声 - 三澤紗千香
劇場版のヒロイン。歌でみんなを幸せにしたいという夢を持つ少女。「ARISA」という名で路上ライブやネットでの楽曲配信をしており、歌を聴くと良い事があると噂になっている。無能力者（レベル0）。
ライブを見ていた上条やインデックスと知り合い、友好を深める。オーディションに合格し、「エンデュミオン」開通キャンペーンのイメージソングを担当することになる。
実は3年前より以前の記憶を失っている。身寄りがなく名前も施設で付けられたものであるため、歌うことを唯一の心の拠り所としている。歌っている時にだけ自身や周囲に幸運をもたらす計測不能な謎の力を発しており、定期的に霧ヶ丘女学院で解析を受けている。また、魔術サイドからは「聖人」、もしくはそれと同等の資質を有しているとの疑いをかけられており、暫定で第9位、覚醒すれば神裂をも上回る力を持つ可能性があると推測され、学園都市に研究されていることから戦争の引き金としても危惧されている。
3年前、88人しかいないはずの「オリオン号」の機体に突如として現れ、「奇蹟」を演出した89人目の少女。アレイスターの推測では、その正体は「願い」。能力者のものでなくとも人の願いというものは主観を歪めてしまうため、複数の願いが同一の指向を与えられれば因果律にすら干渉する力となり、呪術的な力を帯びた「歌」とレディリーがオリオン号の機体に施していた術式の相乗効果で指向を誘導された歪みの力が、シャットアウラという1人の少女を分断して多くの人の運命を変える「奇蹟」を生んだ。そして2人が1人に戻る際の歪曲がエンデュミオンの地上落下を回避するという「奇蹟」を再び生み出し、その結果として「鳴護アリサ」は消失した。「幻想殺し」で触っても消えなかった事から、風斬などとは違って異能によって存在している訳ではない模様。
ゲーム『とある魔術と科学の群奏活劇』では、スキルアウトに絡まれていた所を助けられる形で美琴と知り合う。また、ゲーム内で神裂がアリサを「聖人」かどうか判断するために監視している描写がある。
漫画版ではインデックスと同等の健啖家。この設定は宣伝中の時点で語られていたが、アニメ本編ではカットされている。
新約9巻ではオティヌスが作り出した「幸せな世界」の佐天と初春の会話の中で名前が登場。佐天曰く2人が一人になったパーフェクトバージョンになっており、この世界では胸が大きくなったシャットアウラの姿をしているとされる。同時にレディリーの副産物として生まれた奇蹟の力もオティヌスにとってはいとも容易いものでしかないことが証明された。
シャットアウラ＝セクウェンツィア (Shutaura Sequenzia)
声 - 日笠陽子
企業の私設治安維持部隊「黒鴉部隊」の隊長。大能力者（レベル4）。光学迷彩機能を持つ機動兵器に搭乗し、部隊を指揮する。
長い黒髪でボディスーツを着た少女。何よりも秩序を重んじ、任務に忠実な生真面目な性格。オリオン号墜落事故の被害者の一人で、その際に機長の父を亡くした。そのことをひた隠しにして「88の奇蹟」が喧伝されたため、「奇蹟」を嫌悪している。また、事故以降は音の高低とリズムを処理する機能のみを喪失してしまったらしく、音楽や歌声を全てノイズと認識してしまう後遺症を背負っている。
学園都市統括理事会に認可を得た民事解決用緩衝部隊で、学園都市内の秩序を維持すべく特殊活動に従事している。レディリーに雇われた身としてアリサの身辺警護を任され、ステイルら魔術サイドと交戦する。しかし、職務を遂行する中でアリサと自分との関係や、3年前の事故を引き起こしたのがレディリーである事を知る。決着をつけるためにエンデュミオンの中継ステーションに向かうも不死身のレディリーを殺す事ができず、次の手段としてアリサを始末しようとしたが、上条に奇蹟を否定するのは乗客を最後まで守ろうとした父の意志を否定する事だと指摘され、殺害を阻止された。最終的に自分の願いがアリサを生み出した事を思い出し、アリサと融合して元通りになった際の歪曲でエンデュミオンの地上落下を食い止める「奇蹟」を起こす。
能力はレベル4の「希土拡張（アースパレット）」。希少金属（レアアース）を媒介にエネルギーを貯蔵・解放する能力で、戦闘時は小銃でレアアースを配置してワイヤー射出装置を介し、レアアースを爆発させるという戦法を取る。
レディリー＝タングルロード (Ladylee Tangleroad)
声 - 佐倉綾音
「エンデュミオン」建設で知られる「オービット・ポータル社」の社長。
ゴスロリに身を包んだ少女で、年齢は10歳とされる。落ち目だったオービット・ポータル社を買収・経営再建し、エンデュミオンの完成に漕ぎ着けた。路上ライブで活動していたアリサをエンデュミオン完成式典に出演する歌手としてデビューさせ、その身辺警護として「黒鴉部隊」を雇う。
正体は魔術サイドの人物で、ギリシャ占星術を得意とする「予言巫女（シビル）」。また、1182年生まれで実年齢は800歳以上であり、アンブロシアを食べた事が原因で不死に囚われ、どんな方法で殺害しても蘇る身体の持ち主となってしまい、インデックスによれば魔力を精製するための回路が永久機関のようになっているという。長い人生の中で嬉しい事も楽しい事も辛い事も苦しい事も嫌というほど味わい尽くし、その不死の呪縛から解放されるため、自らを殺す手段を追い求め続け、3年前に起きたオリオン号の墜落事故も自殺計画の1つであった。
自身が建設したエンデュミオンとオリオン号事件で偶然にも生まれた「副産物」であるアリサ、そして観客達を利用して、学園都市を含む北半球を自身ごと破壊させようと目論むが、観客達はアリサ、アリサは上条、エンデュミオンと学園都市は美琴、ステイル、一方通行達によって守られ、術式はインデックスに解体されて、自殺計画は失敗に終わる。なお、術式を解析したインデックスによると、ここまでの事をしても死ぬ事はできなかったという。事件解決後はアレイスターの研究材料として回収された。
特典アニメでは声優繋がりで美琴達に建物にまつわる小噺を披露している。
新約9巻では、オティヌスの作り出した「幸せな世界」の学園都市に似た街でただのちびッ子社長として歩いていた模様。
ジェーン＝エルブス (Jane Elves)
声 - 種田梨沙
イギリス清教「必要悪の教会」に属する魔術師の少女。ステイルの弟子。風のエレメントを操る魔術を得意とする。
マリーベート＝ブラックボール (Mallybath Blackball)
声 - 潘めぐみ
イギリス清教「必要悪の教会」に属する魔術師の少女。ステイルの弟子。土のエレメントを操る魔術を得意とする。
メアリエ＝スピアヘッド (Marie Spearhead)
声 - 瀬戸麻沙美
イギリス清教「必要悪の教会」に属する魔術師の少女。ステイルの弟子。水のエレメントを操る魔術を得意とする。
ディダロス＝セクウェンツィア
声 - 斧アツシ
シャットアウラの亡父。スペースプレーン「オリオン号」の機長。3年前の事故当時、最後まで乗客乗員の生還を諦めずにコックピットに残り続けていた。「88の奇蹟」で唯一の死者となったが、89人目の存在によって死亡が確認される前に88人全員が生還したと報道されてしまい、死亡の事実は隠蔽された。
クロウ7、クロウ4
声 - 島﨑信長、村田太志
「黒鴉部隊」の隊員。シャットアウラに篤い忠誠心を抱く。

## 用語
エンデュミオン
オービット・ポータル社が建設した、世界初の宇宙エレベーター。3年前のオリオン号の事故でスペースプレーン計画が凍結された事で、建設が本格的に始まった。
安価、確実、迅速、大量に資材を宇宙に送れるというメリットを持つ事から、次期主力宇宙輸送機関として期待されている。赤道直下に作るの比べて何十倍もの困難と苦労があったとされ、大々的に発表されたのはつい最近で、どう妨害を受けても止める事ができない段階に達するまでは極秘で進められていた。一方、大量の爆発物を安易に宇宙へ運べるので、衛星軌道上から全世界へ簡単に空爆ができるようになり、敵のミサイルを撃ち落とすための高密度の弾幕や機雷原の敷設も可能となる、というように軌道上兵器としての軍事的価値も極めて高い。外周部にはアンチデブリミサイルが装備され、外部から接近する物体を迎撃できるようになっている。
作業用初期型ワイヤーを敷設してスペースポートとアースポートを結び付け、1つ1つに無人で動くロボットとしての機能を付加した数十億ものブロック状の建材を利用し、宇宙側と地球側の双方から組み上げるという手法を取っているため、足場もクレーンの敷設も安全性の確認も必要とせず、圧倒的な速度で一気に建造する事が可能となっている。その建築スピードは学園都市でなければ絶対不可能とされ、通常なら100年以上かかるはずの工程を、ものの数日まで短縮させた。最終的には鋼鉄よりも硬く熱にも強いカーボンナノチューブのベルトを内部に並べ、1つ1つのブロックの継ぎ目には状況に合わせて「しなる」効果も持つように関節が存在する。倒壊対策としてパージシステムが備わっており、3箇所の爆砕ボルトに点火する事で実行される。
その実態はシュメールのジグラットやバベルの塔、万里の長城、ギゼーのピラミッドと同様の魔術的な塔で、レディリーが大魔術を行使するための超大規模魔術装置。生と死、有限と無限の全てが交差し、地上とは別の法則が働く宇宙空間で、「聖人」とされるアリサを組み込み、人々の熱狂と血を神々の宴に捧げる供物として、地球そのものを術式の一部に取り込んだ大魔術を起動し、北半球を丸ごと破壊する程の威力を以って自殺を成功させる事が目的である。
時系列上では本作より過去に位置するテレビアニメ『とある科学の超電磁砲S』にも、建設途中の姿で背景に登場している。
オービット・ポータル社
宇宙エレベーター「エンデュミオン」を建設した会社。社長はレディリー＝タングルロード。私設治安維持部隊「黒鴉部隊」を率いている。
3年前にオリオン号の事故を起こした会社でもあり、社運をかけたスペースプレーンが落ちた事で倒産状態になったが、直後にレディリーによって買収されて奇跡の復活を遂げ、エンデュミオンを実現に導いた。地に落ちるはずだった社の命脈を保ったのが「88の奇蹟」であり、ある意味では「奇蹟」を最大の売り物をしている。
バリスティック・スライダー
次期主力宇宙輸送機関のコンペでエンデュミオンに敗れた、新型シャトルシステム。エンデュミオンの中継ステーションへ直接アプローチする手段として土御門が手配し、上条、インデックス、神裂を宇宙まで運んだ。

## スタッフ
- 原作・ストーリー原案・構成 - 鎌池和馬（電撃文庫/アスキー・メディアワークス刊）[10]
- キャラクター原案 - はいむらきよたか[10]
- 監督 - 錦織博[10]
- 脚本 - 吉野弘幸[10]
- 絵コンテ - 錦織博[10]、橘秀樹[10]、福田道生[10]、千明孝一[10]、岩瀧智[10]
- 演出 - 錦織博[10]、桜美勝志[10]、橘秀樹[10]、川面真也[10]
- キャラクターデザイン・総作画監督 - 田中雄一[10]
- メカニックデザイン - 明貴美加[10]
- プロップデザイン - 高瀬健一[10]、常木志伸[10]
- ゲストキャラクター原案 - 星野リリィ[10]
- 衣装デザイン協力 - はいむらきよたか[10]、いとうのいぢ[10]、ゆーげん[10]、凪良[10]
- 作画監督 - 木本茂樹[10]、岩倉和憲[10]、長谷川眞也[10]、佐野隆雄[10]、本村晃一[10]
- エフェクト作監 - 高瀬健一、沓名健一
- 美術監督 - 黒田友範[10]
- 色彩設定 - 安藤智美[10]
- 撮影監督 - 福世晋吾[10]
- CGラインディレクター - 田中臥竜
- 編集 - 西山茂[10]
- 音響監督 - 明田川仁[10]
- 音楽 - 井内舞子[10] / I've sound[10] / IMAGINE（井内啓二、岩崎文紀、松尾早人）[10]
- プロデュース - 川瀬浩平[10]、上田耕行[10]、松倉友二[10]、小山直子[10]、渡辺隆[10]
- プロデューサー - 中山信宏[10]、服部健太郎[10]、三木一馬[10]、木村康貴[10]、藤田敏[10]
- アニメーションプロデューサー - 大橋正夫[10]
- アニメーション制作 - J.C.STAFF[10]
- 製作 - PROJECT-INDEX MOVIE（ジェネオン・ユニバーサル・エンターテイメント、ワーナー・ホーム・ビデオ&デジタル・ディストリビューション、アスキー・メディアワークス、スクウェア・エニックス、AT-X、J.C.STAFF）
- 配給 - ワーナー・ブラザース映画

## 主題歌・挿入歌
「FIXED STAR」
川田まみによるエンディングテーマ。作詞は川田まみ、作曲は中沢伴行、編曲は中沢と尾崎武士。
「telepath〜光の塔〜」
三澤紗千香による劇中歌。作詞は川田まみ、作曲・編曲は井内舞子。
「アタリマエの距離」
三澤紗千香による劇中歌。作詞・作曲・編曲はfu_mou。
「Brand New Bright Step」
三澤紗千香による劇中歌。作詞・作曲・編曲はfu_mou。
「グローリア」
三澤紗千香による劇中歌。作詞・作曲・編曲は井内舞子。
「明日、晴れるかな」
三澤紗千香による劇中歌。作詞はIKU、作曲・編曲は中沢伴行。
「OVER」
三澤紗千香と日笠陽子による劇中歌。作詞は六ツ見純代、作曲は井内舞子、編曲は井内啓二。
「Shining Star-☆-LOVE Letter」
井口裕香によるイメージソング。作詞はKOTOKO、作曲・編曲は八木沼悟志。

## 評価
角川シネマ新宿、シネリーブル池袋他全国30スクリーンという小規模公開ながら、2月23日・24日の初日2日間で興収1億75万7700円、動員6万9117人を記録して映画週末興行成績で初登場第3位となり、3月22日時点で興収3億円を突破している。最終興行収入は5.0億円。
DVD&BDの初週売上は以下の表の通り。また、BDの特装版は9月9日付のオリコン週間BD総合チャートにて初登場1位を獲得した。
|     | 通常版 初週売上 | 特装版 初週売上 | 出典   |
| --- | --------------- | --------------- | ------ |
| DVD | 1,902           | 8,313           | [ 20 ] |
| BD  | 2,728           | 35,938          | [ 21 ] |

## Webラジオ
映画の公開にあわせ、 2012年10月31日から2013年3月27日まで『劇場版 とあるラジオの禁書目録』が配信された。パーソナリティは、『とある“ラジオ”の禁書目録II』に引き続き、インデックス役の井口裕香と御坂美琴役の佐藤利奈が担当した。

## 特別番組
2013年8月、AT-Xほかにて本編冒頭の約22分とダイジェスト映像の『劇場版 とある魔術の禁書目録 -エンデュミオンの奇蹟- 特別版』が放送された。なお、下記の放送日時は各放送局における『とある科学の超電磁砲S』第17話と第18話の間となっている。
| 放送地域   | 放送局       | 放送期間      | 放送日時                     | 放送系列         | 備考           |
| ---------- | ------------ | ------------- | ---------------------------- | ---------------- | -------------- |
| 日本全域   | AT-X         | 2013年8月9日  | 金曜 23:30 - 24:00           | アニメ専門CS放送 | 製作委員会参加 |
| 東京都     | TOKYO MX     | 2013年8月10日 | 土曜 0:30 - 1:00（金曜深夜） | 独立局           |                |
| 中京広域圏 | 中部日本放送 | 2013年8月15日 | 木曜 2:25 - 2:55（水曜深夜） | TBS系列          |                |
| 日本全域   | BS11         | 2013年8月17日 | 土曜 0:30 - 1:00（金曜深夜） | BS放送           | ANIME+枠       |
| 栃木県     | とちぎテレビ | 2013年8月21日 | 水曜 23:30 - 24:00           | 独立局           |                |

## 関連商品

### BD / DVD
2013年8月28日発売。発売元はワーナー・ホーム・ビデオ、販売元はNBCユニバーサル・エンターテイメントジャパン。
特装版・通常版共通で本編ディスクに映像特典（特報・劇場予告編・TVスポット集・PV集）、音声特典（阿部敦・井口裕香・佐藤利奈によるオーディオコメンタリー）を収録。
- 劇場版 とある魔術の禁書目録 -エンデュミオンの奇蹟- 特装版（2枚組・初回限定生産）
  - ディスク1：本編ディスク
  - ディスク2：特典映像ディスク（BD版はBD、DVD版はDVDで収録）
    - 「とある劇場版の集団面接」&「とある劇場版の座談会」（阿部敦・井口裕香・佐藤利奈・三澤紗千香）
    - 「とある劇場版の舞台挨拶」（2013年2月23日：角川シネマ新宿、2013年3月3日：立川シネマシティ）
    - 新作おまけアニメ「劇場版とある魔術の禁書目録たん-エンデュミオンの奇蹟-があったりなかったり」

  - 封入特典：サウンドトラックCD、解説書 (64P)、縮小版アフレコ台本、本編映像プリントフィルム
  - 原作イラストレーター・はいむらきよたか描き下ろしBOX付きデジパック仕様
  - BD：GNXA-7158
  - DVD：GNBA-7858
- 劇場版 とある魔術の禁書目録 -エンデュミオンの奇蹟- 通常版（1枚組）
  - BD：GNXA-7168
  - DVD：GNBA-7868

### CD
| 発売日        | タイトル                   | アーティスト |
| ------------- | -------------------------- | ------------ |
| 2013年2月6日  | Shining Star-☆-LOVE Letter | 井口裕香     |
| 2013年2月20日 | ポラリス                   | 三澤紗千香   |
| 2013年2月20日 | FIXED STAR                 | 川田まみ     |

### 漫画
本作のコミカライズが、シリーズ本編の漫画版と同じ掲載誌である『月刊少年ガンガン』（スクウェア・エニックス）において2013年3月号から11月号まで連載された。構成は西野リュウ。作画は朝倉亮介。ストーリーは映画の内容に忠実である。
| 既刊コミックス                              | 発売日         | ISBN              |
| ------------------------------------------- | -------------- | ----------------- |
| とある魔術の禁書目録 エンデュミオンの奇蹟 1 | 2013年08月27日 | 978-4-7575-4035-4 |
| とある魔術の禁書目録 エンデュミオンの奇蹟 2 | 2013年10月22日 | 978-4-7575-4088-0 |

### ゲーム
本作の前日譚として、2013年2月21日にPSP用ソフト『とある魔術と科学の群奏活劇』が発売された。ジャンルはアドベンチャーゲーム。来場者特典の『ロード トゥ エンデュミオン』はこのゲームの魔術（表）編が描かれている。